# Thunbergia recasa
Thunbergia recasa är en akantusväxtart som beskrevs av Spencer Le Marchant Moore. Thunbergia recasa ingår i släktet thunbergior, och familjen akantusväxter. Inga underarter finns listade i Catalogue of Life.